# Стубицька Слатина
45°58′ пн. ш. 15°52′ сх. д. / 45.97° пн. ш. 15.87° сх. д.
Стубицька Слатина ( Stubička Slatina) — населений пункт у Хорватії, в Крапинсько-Загорській жупанії у складі міста Орослав'є.

## Населення
Населення за даними перепису 2011 року становило 630 осіб.
Динаміка чисельності населення поселення:

## Клімат
Середня річна температура становить 10,06 °C, середня максимальна – 23,96 °C, а середня мінімальна – -6,22 °C. Середня річна кількість опадів – 958 мм.
| Клімат поселення                              | Клімат поселення | Клімат поселення | Клімат поселення | Клімат поселення | Клімат поселення | Клімат поселення | Клімат поселення | Клімат поселення | Клімат поселення | Клімат поселення | Клімат поселення | Клімат поселення | Клімат поселення |
| Показник                                      | Січ.             | Лют.             | Бер.             | Квіт.            | Трав.            | Черв.            | Лип.             | Серп.            | Вер.             | Жовт.            | Лист.            | Груд.            |                  |
| Середній максимум, °C                         | 5,66             | 7,60             | 11,87            | 16,16            | 20,89            | 23,96            | 22,89            | 22,38            | 18,50            | 13,52            | 7,77             | 4,17             |                  |
| Середня температура, °C                       | −0,28            | 1,65             | 5,92             | 10,21            | 14,95            | 18,02            | 19,73            | 19,21            | 15,32            | 10,36            | 4,59             | 0,98             |                  |
| Середній мінімум, °C                          | −6,22            | −4,3             | −0,03            | 4,27             | 9,00             | 12,07            | 16,56            | 16,04            | 12,16            | 7,18             | 1,43             | −2,17            |                  |
| Норма опадів, мм                              | 50               | 50               | 63               | 69               | 82               | 108              | 91               | 94               | 95               | 94               | 93               | 69               |                  |
| Середньомісячна швидкість вітру, м/с          | 1.72             | 1.90             | 2.30             | 2.20             | 2.10             | 1.90             | 1.80             | 1.68             | 1.63             | 1.70             | 1.80             | 1.77             |                  |
| Середньомісячна сонячна радіація, кДж/м²·день | 4142             | 6889             | 10495            | 14828            | 18893            | 20673            | 21561            | 18834            | 13911            | 8614             | 4545             | 3296             |                  |
| --------------------------------------------- | ---------------- | ---------------- | ---------------- | ---------------- | ---------------- | ---------------- | ---------------- | ---------------- | ---------------- | ---------------- | ---------------- | ---------------- | ---------------- |
| Джерело:                                      |                  |                  |                  |                  |                  |                  |                  |                  |                  |                  |                  |                  |                  |